# Майкор
Ма́йкор — посёлок (в 1940—1999 гг. — посёлок городского типа) в Пермском крае России. Входит в Юсьвинский район (муниципальный округ) Коми-Пермяцкого округа.

## География
Расположен на берегу Иньвенского залива Камского водохранилища в 70 км к востоку от Кудымкара. В Майкоре протекает 2 реки: Кемелька и Сельковка.
Через посёлок проходит автодорога Кудымкар — Березники.

## История
Населённый пункт известен с 1579 года как деревня Турманская, а название Майкор получил в 1678 году.
В 1811 году в Майкоре В. А. Всеволожский основал железоделательный завод. До 1919 года завод назывался Никитинским. Чугун доставлялся водным путём из Александровского и Всеволодовильвенского заводов. Завод был закрыт в 1954 году в связи с образованием Камского водохранилища.
За свою историю поселок Майкор неоднократно менял свой административный статус. В XIX — начале XX века Майкор был центром Никитинской волости Соликамского уезда Пермской губернии. В 1924—1931 годах — центром Майкорского района Уральской области.
В 1940 году получил статус посёлка городского типа (рабочего поселка). В 1999 году Майкор был преобразован в сельский населённый пункт (посёлок).

## Население
| 1959  | 1970  | 1979  | 1989  | 2002  | 2010  | 2012  |
| ----- | ----- | ----- | ----- | ----- | ----- | ----- |
| 6233  | ↘4590 | ↘4052 | ↗4292 | ↘3368 | ↘2756 | ↗2993 |
| 2021  |       |       |       |       |       |       |
| ↘2407 |       |       |       |       |       |       |

## Достопримечательности
- Майкорский музей;
- Этнопарк «Страна Вису»;
- Богоявленская церковь;
- Заводской сад;
- арт-объект «Майкор 1623»